# 10 cose di noi
10 cose di noi (10 Items or Less) è un film del 2006, scritto e diretto da Brad Silberling. La pellicola è stata presentata al Torino Film Festival, uscendo successivamente in Italia il 18 aprile 2008.

## Trama
Un noto attore hollywoodiano, ormai in declino e da tempo assente dagli schermi, deve decidere se accettare o meno il ruolo di direttore di supermarket in un piccolo film indipendente, così si presenta in un supermarket della periferia di Los Angeles per studiare il suo personaggio. Dopo essere stato abbandonato dal suo autista, l'attore fa la conoscenza della bella cassiera Scarlet, che gli offre un passaggio. Durante il viaggio attraverso la città, i due instaurano un intimo rapporto platonico, conoscendosi e scoprendo di avere molte cose in comune. La loro spontanea amicizia aiuterà entrambi a migliorarsi, dando una svolta alle loro vite.

## Produzione

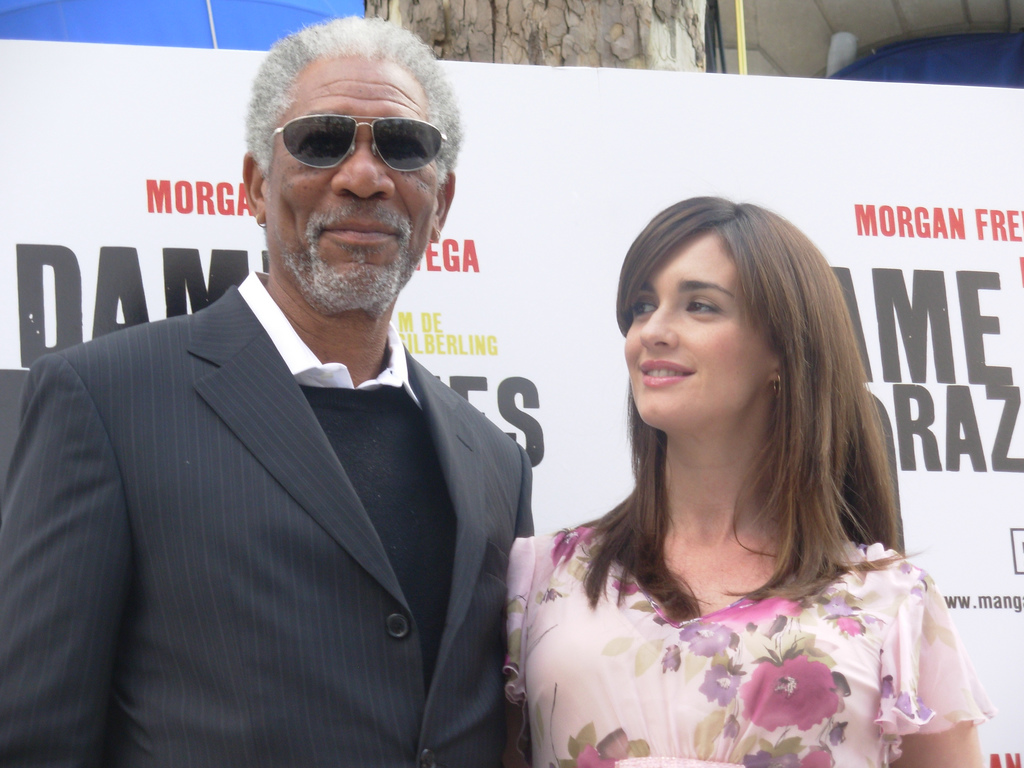
Freeman e Vega

Il film vanta Morgan Freeman e Paz Vega nel ruolo dei due protagonisti, con anche due camei di Danny DeVito e Rhea Perlman. Freeman è inoltre stato il produttore esecutivo della pellicola.
(Tagline del film)
Il film è un prodotto a basso costo, distribuito negli Stati Uniti inizialmente in sole 15 sale, si è in seguito rivelato un buon successo.
Il titolo originale del film, 10 Items or Less, fa riferimento alle casse dei supermercati riservate a chi non ha più di dieci pezzi.